# Laghetto di Sassi Neri
Il laghetto di Sassi Neri è un lago di miniera (ossia un lago formatosi in una vecchia miniera) situato sull'isola d'Elba, nel comune di Capoliveri, nella parte orientale della penisola del monte Calamita, in prossimità della costa bagnata dal canale di Piombino.
Il lago, di acqua dolce, si è formato per riempimento del pozzo minerario di scavo, da cui venivano estratte adularia, goethite, magnetite, pirite e tormalina. La denominazione del lago è stata conferita proprio dalla vecchia miniera dismessa.
Lo specchio d'acqua, data la vicinanza alla costa, è circondato da vegetazione spontanea tipica della macchia mediterranea. L'acqua del lago presenta caratteristiche sulfuree.